# Пушкинское сельское поселение (Ромодановский район)
Пушкинское се́льское поселе́ние — муниципальное образование в Ромодановском районе Мордовии Российской Федерации.
Административный центр — село Пушкино.

## История
Статус и границы сельского поселения установлены Законом Республики Мордовия от 1 декабря 2004 года № 99-З «Об установлении границ муниципальных образований Ромодановского муниципального района, Ромодановского муниципального района и наделении их статусом сельского поселения и муниципального района».

## Население
| 2002 | 2010 | 2012 | 2013 | 2014 | 2015 | 2016 |
| ---- | ---- | ---- | ---- | ---- | ---- | ---- |
| 503  | ↗522 | ↘516 | ↘509 | ↘504 | ↘500 | ↘491 |
| 2017 | 2018 | 2019 | 2020 | 2021 |      |      |
| ↘483 | ↘477 | ↘474 | ↘470 | ↘458 |      |      |

## Состав сельского поселения
| № | Населённый пункт | Тип населённого пункта       | Население |
| - | ---------------- | ---------------------------- | --------- |
| 1 | Заречный         | посёлок                      | ↘17       |
| 2 | Пушкино          | село, административный центр | ↗505      |